# Triopsidae
De Triopsidae zijn een familie van kopschildkreeftjes. 

## Geslachten
- Lepidurus Leach, 1819
- Triops Schrank, 1803